# Seitensprung (1980)
Seitensprung ist ein deutscher Spielfilm aus dem DEFA-Studio für Spielfilme von Evelyn Schmidt aus dem Jahr 1980.

## Handlung
Es ist der 8. März, der Internationale Frauentag, und Edith sitzt in dem Postamt, in dem sie arbeitet, mit ihrem Chef und den Kolleginnen gemütlich zusammen, um diesen zu feiern. In der Unterhaltung kommen sie auf die Werte einer Familie zu sprechen, die von Edith in den höchsten Tönen gelobt wird. Für sie gibt es nichts Schöneres, als für ihren Mann und ihr Kind da zu sein, mit ihnen die Wohnung zu teilen, den Feierabend und den Urlaub zu verbringen. Dann muss sie die kleine Feier verlassen, um ihren fünfjährigen Sohn Danilo aus dem Kindergarten abzuholen. Zur gleichen Zeit feiert der Leiter eines Kaufhauses Wolfgang Matuschek mit seinen Kolleginnen ebenfalls den Frauentag, um anschließend mit seiner Mitarbeiterin Helene Vogelsang nach Hause, zur 12-jährigen gemeinsamen Tochter Sandra, zu fahren. Nach dem Abendessen geht Sandra in ihr Zimmer, damit Wolfgang und Helene im Bett verschwinden können, was ihr anscheinend nicht neu ist. Nach einer geraumen Zeit betritt Sandra das Schlafzimmer, um Wolfgang zu fragen, ob er nicht nach Hause muss, woraufhin er sich anzieht, in sein Auto steigt und zu seiner Frau fährt. Nun stellt sich heraus, dass Edith und Wolfgang verheiratet sind, der sein spätes Kommen mit der länger dauernden Feier begründet. 
Eines Tages kommt Edith mit Danilo nach Hause und vor der Wohnungstür wartet Sandra, die zu Wolfgang will. Edith weiß von ihr, hatte sie aber vorher nie gesehen, den Seitensprung hat sie bereits längst verwunden. Sandra ist gekommen, da ihre Mutter tödlich verunglückt ist und sie nur noch ihren Vater hat, bei dem sie jetzt leben will. Edith nimmt sie mit in die Wohnung, ist nach mehreren Gesprächen mit ihrem Mann bereit, es mit Sandra zu versuchen, und Wolfgang stellt sogar schon einen Antrag, damit er Sandra bei sich aufnehmen darf. Während der Anprobe eines Kleides, welches Edith genäht hat und  das Sandra bei der Beerdigung ihrer Mutter tragen soll, erfährt Edith, dass Wolfgang am Frauentag, entgegen seinen Schilderungen, bei Helene war. Edith hält das für eine Lüge, doch ihr Mann bestätigt das, weshalb für sie die Welt zusammenbricht und sie sein Bettzeug in das Wohnzimmer bringt. In einer Aussprache gibt er zu, auch in den vergangenen Jahren mit Helene hin und wieder geschlafen zu haben, da sie jemanden brauchte und weil er beide Frauen liebte. Edith gibt Wolfgang zu verstehen, dass sie seine Tochter nicht will und sie deshalb nicht länger in ihrer Wohnung duldet. Wolfgang entscheidet sich für seine Frau, weshalb Sandra in ein Kinderheim kommt. 
Sandra hat natürlich Probleme im Heim, denn sie meidet den Kontakt zu den anderen Kindern. Deshalb geht sie an mehreren Abenden in das Dienstzimmer des Erziehers Herrn Peters und schaut ihm bei der Arbeit zu, da sie nicht schlafen kann. Doch der kann keine Ausnahmen erlauben und schickt sie auf ihr Zimmer zurück. In den nächsten Tagen versuchen die anderen Kinder und Herr Peters Sandra in die Gruppe zu integrieren, was aber nicht richtig gelingt. Dann kommt Wolfgang, der ihr immer Briefe schreibt, um sie zu einem Ausflug abzuholen. Mit seinem Trabant fahren sie in ein Café an einem See und jeder isst einen Eisbecher. Hier erzählt er Sandra, dass er mit Frau und Danilo in den Urlaub fahren will und sie mitfahren darf. Wieder zu Hause angekommen erzählt er Edith, dass er bei seiner Tochter war, jedoch nichts von dem Versprechen, sie mit in den Urlaub zu nehmen. 
Im Postamt schüttet Edith ihrer Kollegin Elfriede ihr Herz aus und gesteht, dass sie nicht mehr mit ihrem Mann richtig reden kann. Doch weggehen ist für sie keine Lösung, denn sie hat ja nur diese Familie. Als Wolfgang und Danilo bei einer Bekannten eine Waschmaschine reparieren gehen, zieht sich Edith fein an und geht durch die Straßen der Stadt spazieren. Hierbei kommt sie auch am Haus vorbei, in dem einst Helene wohnte. Sie geht die Treppen hinauf, durch Zufall ist die Wohnungstür offen, da eine Nachbarin nach dem Rechten sieht. So kommt Edith in die Lage, sich die immer noch eingerichtete Wohnung Helenes anzusehen. Schnell verlässt sie wieder die Räume, um dann ihre Mutter zu besuchen, während Wolfgang zu Hause auf sie wartet. Doch bei ihrer Mutter bleibt sie nicht lange, denn die verlangt, dass sich ihre Tochter scheiden lässt, was diese aber nicht will. Nach dem Besuch einer Tanzbar, in der sie merkt, dass sie dort falsch ist, geht sie wieder nach Hause. Hier angekommen, erklärt sie unter leichtem Alkoholeinfluss ihrem Mann, jetzt zu wissen, wie alles werden wird. Jedoch weiß sie nur, dass sie jetzt keine Angst mehr hat, und landet mit Wolfgang im Bett.
In den nächsten Tagen erhält Sandra im Heim Besuch von Edith, die sie immer noch mit „Sie“ anspricht und der sie das ganze Heim zeigt. Auf ihrem Bett sitzend erklärt Sandra, sich schon auf den gemeinsamen Urlaub an der Ostsee zu freuen, wovon Edith bisher nichts wusste, aber nicht widerspricht. Die Vier fahren gemeinsam nach Warnemünde und es sieht so aus, als würde die Familie zusammenwachsen.

## Produktion
Seitensprung wurde von der Künstlerischen Arbeitsgruppe „Babelsberg“ auf ORWO-Color gedreht und hatte seine Uraufführung am 14. Februar 1980 im Berliner Colosseum. Im Fernsehen der DDR wurde der Film das erste Mal am 17. November 1981 im 1. Programm gezeigt.
Dieser Kinofilm war, nach ihrem Fernsehdebüt Lasset die Kindlein…, das DEFA-Regiedebüt von Evelyn Schmidt. Die Dramaturgie lag in den Händen von Erika Richter und das Szenarium schrieb Regina Weicker mit der Unterstützung von Evelyn Schmidt.
Die Dreharbeiten fanden in Schwerin, Warnemünde, Berlin, Potsdam, Caputh und am Schlabornsee statt.

## Kritik
Helmut Ullrich äußerte sich in der Neuen Zeit folgendermaßen:

„‚Seitensprung‘ ist das Spielfilmdebüt der jungen Regisseurin Evelyne Schmidt, und abgesehen davon, daß sie ab und zu sich zu einigen allzu symbolträchtigen Szenen hat verleiten lassen, ist in dieser ihrer Talentprobe ein sicherer Sinn für bescheiden genaue Charakteristik von durchschnittlichen Lebensumständen zu erkennen.“

Günter Sobe meinte in der Berliner Zeitung Folgendes:

„Man verlangte wohl von sich selbst mehr als man schließlich geben konnte. Mag sein, daß es Absicht war, Alltagsdurchschnittlichkeiten in ihrer Banalität szenisch-optisch gänzlich unkommentiert, gänzlich unakzentuiert, gänzlich unpointiert aus sich selbst heraus wirken zu lassen. Mag sein, daß man meinte, gerade damit einem angestrebten Realismus überzeugenden Ausdruck zu geben. Mag sein. Bewiesen wird aufs neue: Die Wiedergabe von Wirklichkeit ist kein Kriterium künstlerischer Wirksamkeit.“

Das Lexikon des internationalen Films schreibt über den Film, dass er mit viel Gespür und Empfindsamkeit für die angeschnittenen moralischen Fragestellungen inszeniert wurde.